# Список заслуженных тренеров СССР (гребля на байдарках и каноэ)
Почётное спортивное звание, присваивалось в 1956—1992 годах.
| 1957 год |                                 |            |                         |             |            |  |
| 1        | Краснопевцев Георгий Михайлович | ??.02.1957 |                         | Ленинград   | «Пищевик»  |  |
| 2        | Рогачёв Ипполит Ипполитович     | ??.02.1957 | ??.??.1907 — ??.??.1983 | Москва      |            |  |
| 3        | Савин Нил Васильевич            | ??.02.1957 |                         | Ленинград   | «Пищевик»  |  |
| 4        | Смирнов Николай Николаевич      | ??.02.1957 |                         | Ленинград   | «Спартак»  |  |
| 5        | Шубин Юрий Константинович       | ??.02.1957 |                         | Владивосток | «Авангард» |  |
| 6        | Смирнова, Нина Васильевна       | ??.??.1957 |                         |             |            |  |
| 1958 год |                                 |            |                         |             |            |  |
| 1        | Ермалович М. Н.                 | ??.12.1958 |                         | Гомель      |            |  |
| 1961 год |                                 |            |                         |             |            |  |
| 1        | Пилипенко В. К.                 | ??.05.1961 |                         | Брест       | «Спартак»  |  |

## 1970
- Асмоловский, Юрий Михайлович (1942—2021)[4]
- Астахов, Виктор Иванович (р. 26.11.1935)
- Блохин, Виктор Яковлевич
- Зубов, Игорь Иванович (1930—14.02.2016)[5]
- Ильин, Анатолий Иванович (р. 02.08.1937)[6]
- Каверин, Василий Фёдорович (р. 12.09.1935)
- Качур, Вадим Николаевич
- Костюченко, Николай Петрович
- Селиванов, Фаттах Юнисович (1935—1988)
- Середина, Антонина Александровна
- Ситников Юрий Игнатьевич
- Яковлев, Анатолий Иванович (р. 1932)

## 1972
- Ильина, Ольга Степановна
- Козлов, Михаил Антонович 07.08.1934[7]
- Хасанов, Ибрагим Ризоевич

## 1973
- Дьяченко, Геннадий Павлович
- Кирпиченко, Александр Степанович
- Мороз, Богдан Дмитриевич 17.11.1937 — 17.03.1986[8]
- Образцов, Владимир Викторович
- Осауленко, Николай Афанасьевич
- Федоренко, Леонид Никитович
- Хрущак, Иван Иванович
- Яцук, Борис Константинович

## 1976
- Бармин, Борис Алексеевич
- Ионов, Вячеслав Николаевич
- Костюченко, Яков Яковлевич
- Кучеров, Евгений Дмитриевич
- Малюков, Вячеслав Дмитриевич
- Марченко, Эдуард Степанович 14.08.1937[9]
- Реутёнок, Леонид Петрович

## 1979
- Каптур, Анатолий Александрович (р. 1949 или 1947)
- Колыбельников, Александр Иванович 5.5.1949[10]

## 1981
- Астахин, Вячеслав Семёнович
- Гавриленко, Николай Васильевич
- Матвеев, Александр Николаевич 25.01.1941 — 18.12.1999[11]
- Слесарев, Александр Дмитриевич

## 1982
- Тищенко, Анатолий Петрович

## 1983
- Морозов, Анатолий Николаевич 28.06.1931 — 27.02.2018[12]

## 1984
- Гринберг, Ю. Х.
- Дайнеко, Б. М.
- Деревянко, Леонид Андреевич
- Дудин, Александр Борисович
- Рогов, Александр Николаевич
- Филатов, Юрий Николаевич

## 1987
- Кистанов, Михаил Анатольевич 18.02.1954[13]

## 1989
- Бирюков, Борис Григорьевич
- Браташ, Пётр Романович
- Гурский, Александр Степанович 13.03.1944 — 18.05.2000[14]
- Жураховский, Владимир Павлович 16.06.1941[15]
- Кадников, Павел Николаевич
- Карташов, Евгений Иванович 1940

## 1990
- Рубцов, Ф.

## неизв
- Антошин, Александр Иванович 1.05.1927 — 15.9.2016 (до 64?)
- Виноградов, Юрий Георгиевич (1927—1999)
- Ковганов, Пётр Ефимович
- Петерсон, Александр Юлисович
- Писарев, Игорь Иванович
- Силаев, Александр Павлович
- Соловьёв, Василий Иванович (до 68?)
- Фадеева, Мария Николаевна (до 1960)
- Цветков, Алексей Григорьевич ?-27.7.2010 (? после 84)
- Чедия, Шукури Михайлович ?-1985